# جزيرة قطنة
جزيرة قِطنة هي إحدى الجزر الواقعة في البحر الأحمر، وتتبع منطقة عسير جنوب غرب السعودية. تبلغ مساحة الجزيرة نحو 3,2 كم2 وتبعد عن الساحل بحوالي 11,40 ميل بحري.